# 道路防災週間
道路防災週間（どうろぼうさいしゅうかん）とは、日本で地域住民、道路利用者への道路防災に対する知識の普及と意識の向上を図るための啓発活動を行う週間である。
1991年（平成3年）に建設省（当時）が試験的に実施、1992年（平成4年）から正式に実施された。毎年8月25日 - 8月31日。これは道路をまもる月間（2001年（平成13年）より道路ふれあい月間に改称）の最終週であるとともに、防災の日（9月1日）の直前でもあるためこの期間とされた。